# シラチャー・ソース

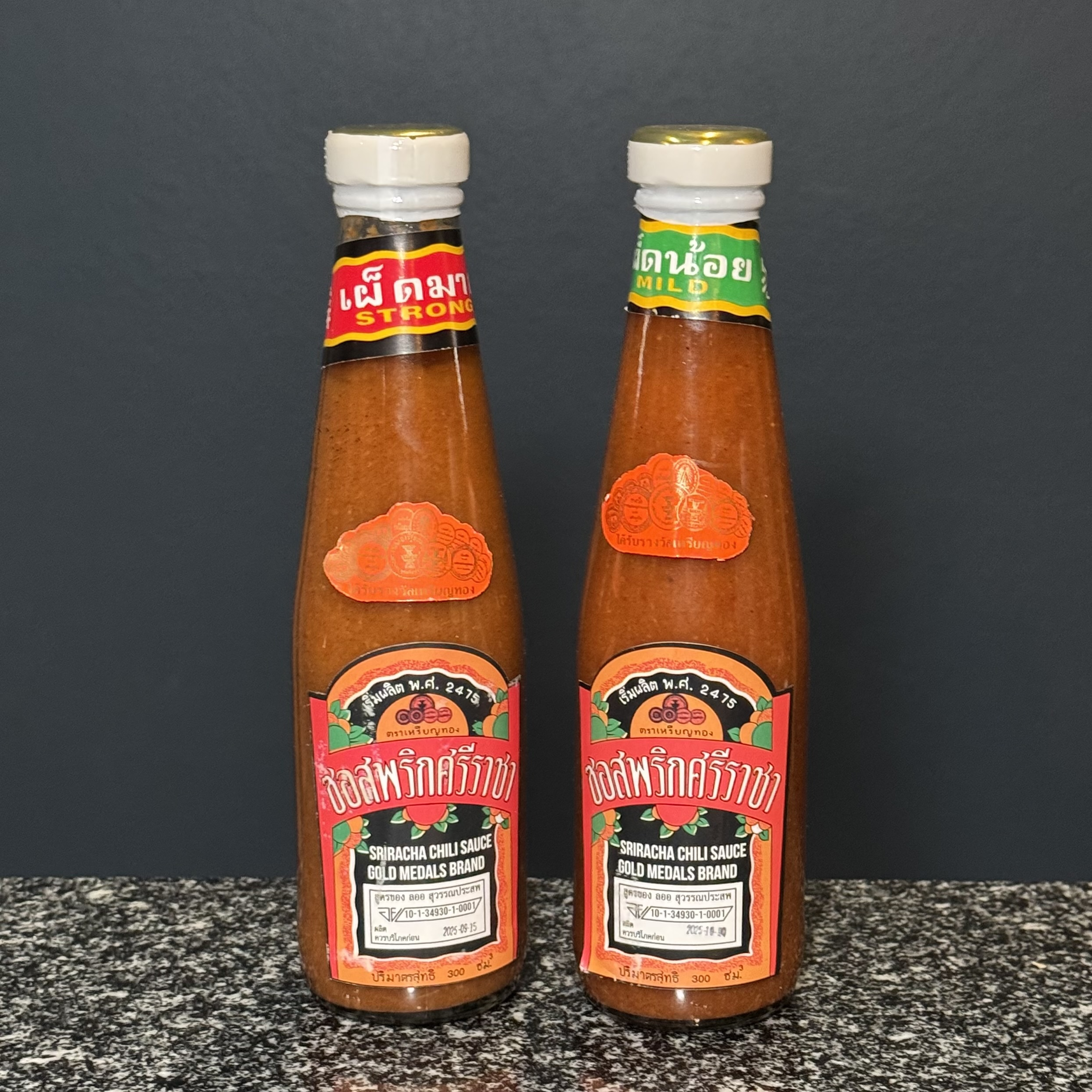
世界初のシラチャーチリ・ソース「ゴールドメダル商標」 (1932年創業)

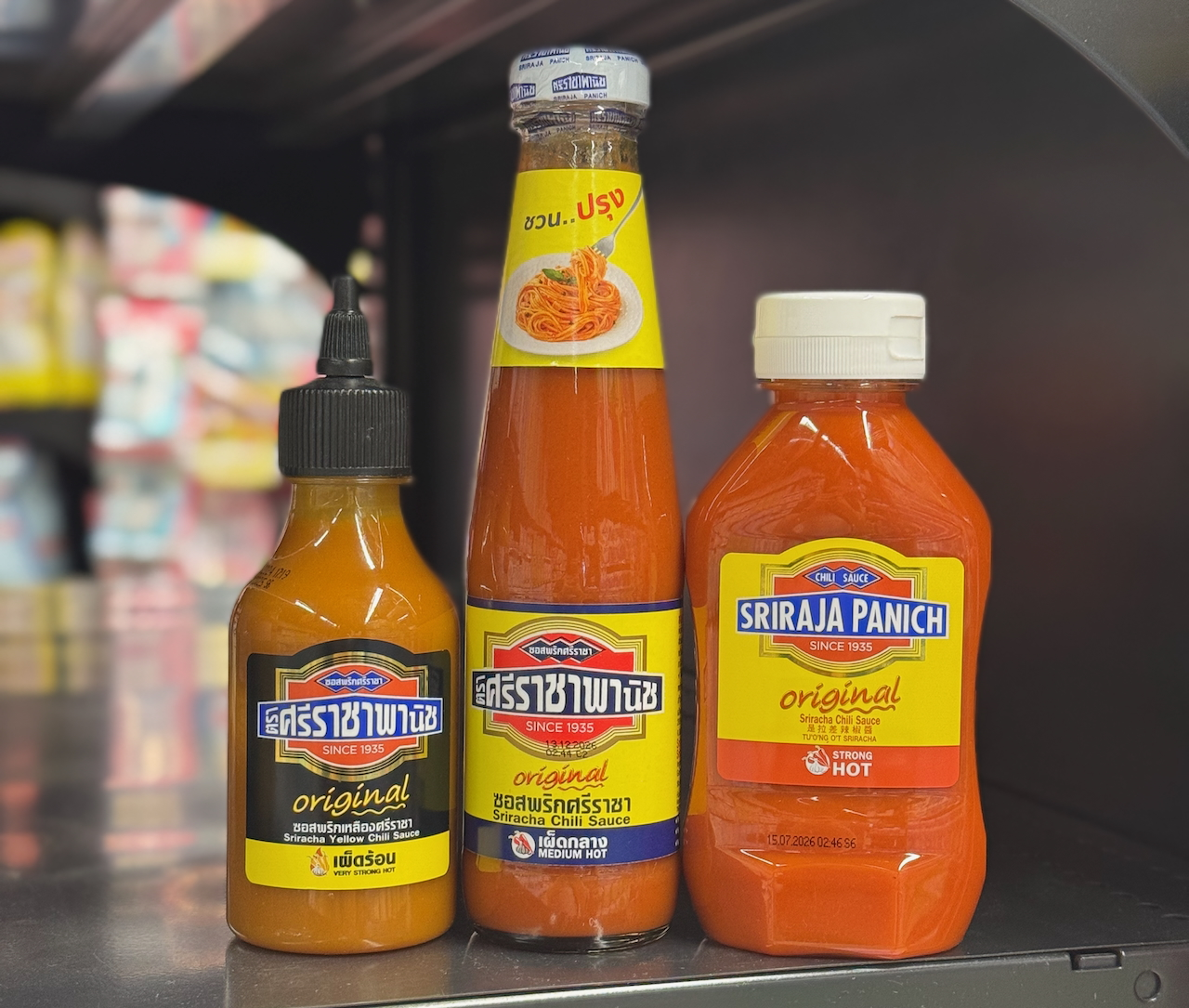
タイの「シラチャーパーニット」 (1935年創業)

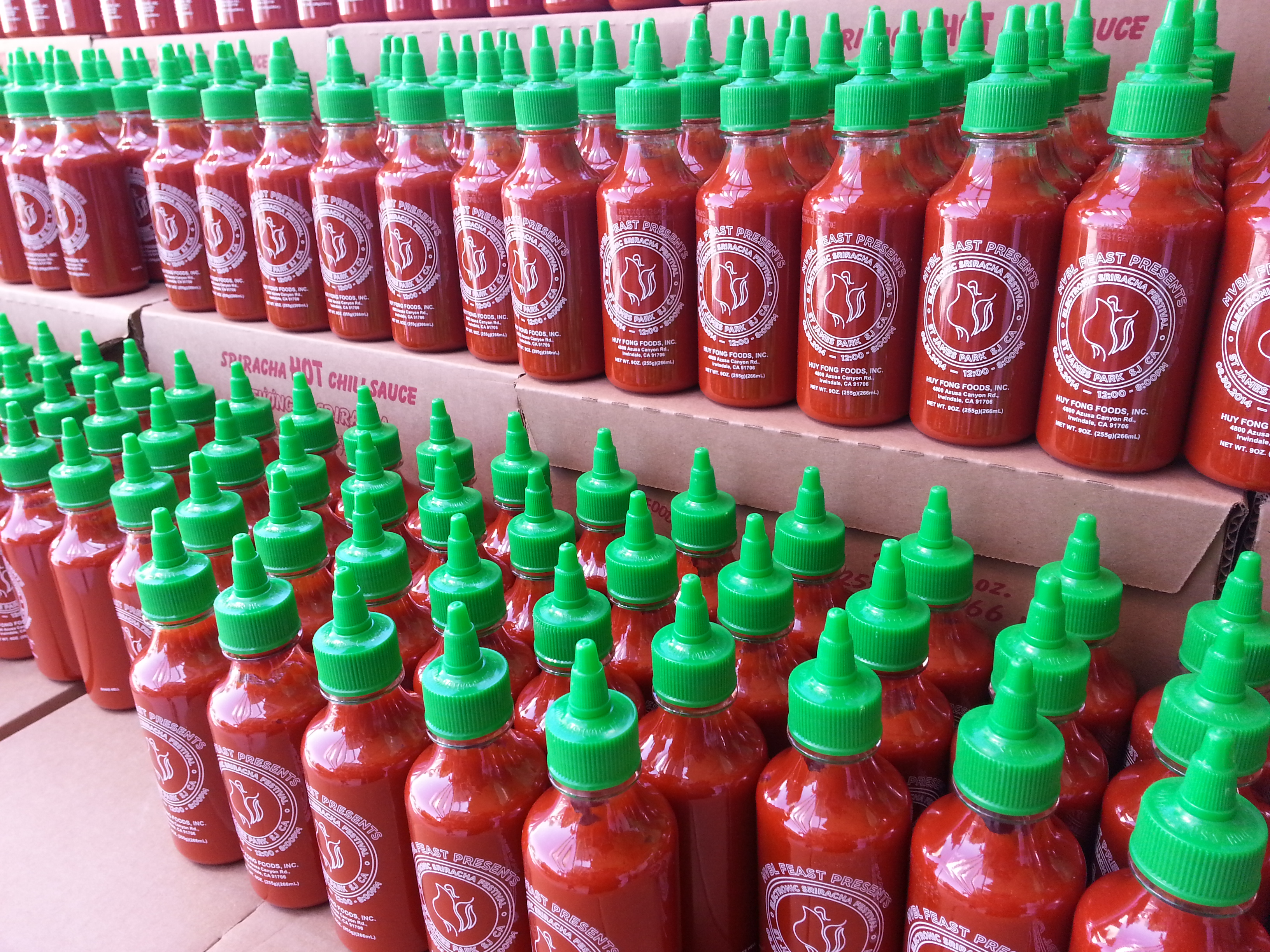
アメリカのシラチャー・ソース

シラチャー・ソース（Sriracha sauce）或いはシーラチャ・ソース、スリラチャ・ソースは、タイ王国のシーラーチャー郡（Si Racha）に由来するとされるチリソース。

## タイ製
1932年、タイのシーラーチャー郡出身でバンコク在住のラオ・スワンプラソップが、自家製の「ゴールドメダル」チリソースを発売し、憲法制定記念祭で金賞を受賞した。しかし生産規模が小さく全国的な知名度は得られなかった。1935年、同郷のタノム・チャッカパックがシーラーチャー郡に「シラチャーパーニット」工場を設立し、独自のレシピで地域特産品として人気を集めた。1984年にはタイ・テパロス社が事業とレシピを買収し、国内外への販路を拡大。現在も世界的ブランドとして広く認知されている。

## アメリカ製
とうがらし、酢、ガーリック、砂糖、酸味料、増粘剤、調味料を原材料とするチリソース。
ベトナム系アメリカ人の食品会社 en:Huy Fong Foods が1980年代にアメリカ合衆国で商品化し、シーフード料理の味付調味料の他、多用途に用いられるようになった。その後ハインツやエスビー食品などでも商品化されている。